# Hermann Knecht
Hermann Knecht (* 24. August 1893 in Stein am Rhein; † 8. Januar 1978 ebenda; heimatberechtigt in Stein am Rhein und Wagenhausen) war ein Schweizer Maler.

## Leben und Werk
Knecht wuchs als Sohn des Uhrmachers und Optikers Hermann und der Berta, geborene Lang, mit seinen vier jüngeren Brüdern in Stein am Rhein auf. Ein Bruder war der Bildhauer Walter Knecht.
Seinen ersten Zeichenunterricht bekam er bei Theodor Barth. Auf Wunsch seines Vaters erwarb er am Technikum Winterthur das Diplom als Bautechniker.
In München besuchte Knecht von 1914 bis 1918 die «Westenriederschule» und die Münchner Kunstakademie. Dort wurde er im Zeichnen von Martin von Feuerstein unterrichtet. 1918 besuchte Knecht die Malschule von Hugo von Habermann.
In die Schweiz zurückgekehrt, besuchte Knecht für kurze Zeit die Kunstgewerbeschule in Basel. Mit notdürftigen theoretischen und praktischen Vorbereitungen eröffnete er anschliessend im Haus «zum Wasserfels» in Stein am Rhein eine Werkstatt für Bau- und Dekorationsmalerei, in der Hoffnung, dass ihm neben dieser Brotarbeit noch genügend Zeit und Muse bleiben würde, um sich weiterhin seinen künstlerischen Ambitionen zu widmen. Da er jedoch so viele Aufträge erhielt, dass er keine Zeit für seine eigentliche künstlerische Arbeit mehr hatte, schloss er das Geschäft und verdiente seinen Lebensunterhalt von 1919 bis 1926 als Zeichner für die Silberwarenfabrik Jezler in Schaffhausen.
Knecht heiratete 1923 Sophie Amalia Spengler. Mit ihr lebte er als freischaffender Künstler von 1926 bis 1929 in Tenero. Er beteiligte sich regelmässig an Ausstellungen des Schaffhauser Kunstvereins und später im Museum zu Allerheiligen in Schaffhausen und war Mitglied der «Tangente», einer Selbsthilfeorganisation von Schaffhauser Künstlern. Er stellte u. a. auch in der Kunsthalle Bern und im Kunstmuseum Olten aus.
Als sich die Gelegenheit bot, ein Haus in Berlingen zu erwerben, zog Knecht mit seiner Frau von Tenero dorthin. Hier befreundete er sich mit Adolf Dietrich. In Kreuzlingen schuf Knecht u. a. das Wandbild am inzwischen abgebrochenen Elektrizitätswerk beim Bahnhof Bernrain. Ein weiteres Wandbild, als eines seiner bedeutendsten geltend, war an der Eingangswand eines Kreuzlinger Schulhauses angebracht.
Ab 1930 wohnte Knecht bis zum Ende seines Lebens im Haus «Kleeblatt» beim Kloster St. Georgen in Stein am Rhein. Während seine Frau ihrer Schwiegermutter im Rebberg am Klingelberg zur Hand ging, konnte sich Knecht ganz seinem künstlerischen Schaffen widmen. Unter dem Eindruck der Malerei seines Freundes Werner Schaad entstanden surrealistische Verfremdungen, und in den 30er-Jahren schuf er auch Bilder von überregionaler Bedeutung. Hans Niederhauser war ein Schüler von Knecht.
Knecht vermachte seinen umfangreichen Nachlass je zur Hälfte den Kantonen Schaffhausen und Thurgau und schenkte dem Kunstmuseum Thurgau fünfzig Öl- und Temperabilder und Wandbildentwürfe sowie dreihundert Aquarelle, Zeichnungen und Skizzenblätter.